# Kanton Sellières
Der Kanton Sellières war bis 2015 ein französischer Wahlkreis im Département Jura und in der ehemaligen Region Franche-Comté. Er umfasste 13 Gemeinden im Arrondissement Lons-le-Saunier; sein Hauptort (frz.: chef-lieu) war Sellières. Die landesweiten Änderungen in der Zusammensetzung der Kantone brachten im März 2015 seine Auflösung. Vertreter im conseil général des Départements war zuletzt von 1992 bis 2015 Robert Tournier.

## Gemeinden
- Bréry
- La Charme
- Darbonnay
- Lombard
- Mantry
- Monay
- Passenans
- Saint-Lamain
- Saint-Lothain
- Sellières
- Toulouse-le-Château
- Vers-sous-Sellières
- Villerserine